# Aeroporto di Minorca
L'Aeroporto di Minorca o Aeroporto di Mahón (IATA: MAH, ICAO: LEMH) è un aeroporto che si trova nelle Isole Baleari e che serve Minorca.